# Svarttjärnen (Dalby socken, Värmland, 674721-134726)
Svarttjärnen är en sjö i Torsby kommun i Värmland och ingår i Göta älvs huvudavrinningsområde.